# 台泥彰旺風力發電站
台泥彰旺風力發電站位於臺灣彰化縣芳苑鄉，為台灣水泥公司轄下的台泥綠能公司所投資開發的陸域風力發電站。

## 沿革

### 背景
台灣水泥公司配合中央政府推動再生能源發展政策，成立子公司台泥綠能公司，積極推動地面式太陽光電、陸域風力發電，以及地熱發電等再生能源發電廠，其中位於彰化縣，台泥除了利用彰濱工業區線西區的場區設置太陽光電場與風力發電站外，與一併規劃在芳苑鄉沿海地區設置風力發電機組。

### 施工
台泥綠能公司於彰化縣芳苑鄉沿海新設四部風力發電機組，採用丹麥維斯塔斯V105風力發電機，每部裝置容量3.6MW，預計年發電量可達到3千4百萬度，該風力發電站工程由環台水泥公司於2020年2月承攬風機基礎的基樁工程，並於2020年11月12日竣工商轉，台泥綠能也成立專責子公司，彰旺風力發電公司來負責風電站運維事宜。

## 設施

### 發電機組
| 風力發電機類型          | 風力發電類型 | 機組數量 | 裝置容量（MW） | 商轉日期       | 狀態   |
| ----------------------- | ------------ | -------- | -------------- | -------------- | ------ |
| 丹麦維斯塔斯 V105 3.6MW | 陸域風力發電 | 4        | 14.4           | 2020年11月12日 | 商轉中 |